# Ernst Bexelius
Ernst Gustaf Bexelius, född 29 november 1900 i Stockholm, död där 16 augusti 1980, var en svensk jurist och ämbetsman. Han var bror till Alfred Bexelius.
Bexelius blev 1925 juris kandidat, 1934 sekreterare och 1938 byråchef vid Socialstyrelsen. Från 1946 var han generaldirektör och chef för Socialstyrelsen. Bexelius var sekreterare i ett flertal sakkunnighetsutredningar, ledamot av 1937 års socialvårdssakkunniga (till 1945), av delegationen för det socialpolitiska samarbetet från 1938, från 1938 suppleant och 1946 ordinarie ledamot av Arbetsdomstolen, ordförande för 1941 års värmekostnadssakkunniga, ledamot av Statens hyresråd 1942, sakkunnig där från 1944 samt ordförande och chef för Statens utlänningskommission 1944–1946. Han är begraven på Bromma kyrkogård.

## Utmärkelser
- Kommendör med stora korset av Nordstjärneorden, 6 juni 1958.[3]